# Red Bull RB6
La Red Bull RB6 è una vettura di Formula 1 con la quale la scuderia anglo-austriaca affronta il campionato mondiale 2010. Viene presentata il 10 febbraio 2010 presso il Circuito di Jerez. I piloti sono gli stessi della stagione 2009, Sebastian Vettel e Mark Webber. Con questa vettura Vettel si è aggiudicato il Campionato mondiale piloti di Formula 1 mentre la scuderia ha vinto quello riservato ai costruttori.

## Livrea
La livrea è quella tradizionale del team, coi colori blu e giallo, con un grande toro rosso sul cockpit.

## Aspetti tecnici
Come nella vettura precedente è stato scelto di montare le sospensioni posteriori col sistema detto pull rod. Un'altra caratteristica che differenzia la vettura da quelle delle concorrenti è il muso molto alto, così come molto alta risulta la posizione dell'intero telaio. Dal punto di vista dell'aerodinamica invece risulta molto marcata la forma a "V" della parte superiore del musetto, come appare sempre ampia la pinna posteriore, che lega cofano motore e alettone.
Vi sono stati dei dubbi in merito all'esistenza di qualche sistema illegale per mantenere costante l'assetto da terra della vettura, pur con diversi carichi di carburante. In merito a tali dubbi la FIA dichiara legale la RB6, ma specifica che ogni dispositivo delle sospensioni che modifica l'assetto della monoposto in regime di parco chiuso è da considerarsi non ammesso.
Al Gran Premio di Turchia viene per la prima volta provato il condotto F-duct, ispirato a quello della McLaren. Il sistema però viene solo testato in prova. Il nuovo condotto viene utilizzato per la prima volta in prova e in gara nel Gran Premio d'Europa.
Dal Gran Premio di Silverstone è stata messa in dubbio la rigidità dell'alettone anteriore. Per tale ragione, pur non considerando illegale la vettura, la FIA he deciso di aumentare a 100 kg il peso al quale le ali dovranno resistere in fase di test.
Nel Gran Premio di Singapore, la vettura monta sui mozzi dei led luminosi per meglio guidare le operazioni di cambio gomma.

## Scheda tecnica
- Lunghezza: -
- Larghezza: -
- Altezza: -
- Peso: 620 Kg min.
- Carreggiata anteriore: -
- Carreggiata posteriore: -
- Passo: -
- Telaio: materiali compositi, a nido d'ape con fibre di carbonio
- Trazione: posteriore
- Frizione:
- Cambio: longitudinale, 7 marce e retromarcia (comando semiautomatico sequenziale a controllo elettronico)
- Differenziale:
- Freni: carbonio brembo
- Motore: Renault RS27-2010 V8 - 18.000 RPM
  - Num. cilindri e disposizione: 8 a V 90°
  - Cilindrata: 2.400 cm³
  - Alesaggio: -
  - Distribuzione:
  - Valvole:
  - Materiale blocco cilindri:
  - Olio: Total
  - Benzina: Total Plus
  - Peso: 95 kg (minimo regolamentare)
  - Alimentazione: iniezione elettronica
  - Accensione: elettronica statica
- Sospensioni:
- Pneumatici: Bridgestone
- Cerchi: 13"

## Piloti
- Sebastian Vettel -  - n. 5
- Mark Webber -  - n. 6
- Brendon Hartley -  - pilota di riserva/collaudatore (gare 1-10)[7]
- Daniel Ricciardo -  - collaudatore

## Stagione

### Test
Il primo test della vettura è avvenuto il giorno dello stesso della presentazione, con Mark Webber alla guida. La prima giornata è stata caratterizzata da un guasto che non ha permesso di testare lungamente la monoposto. Anche il giorno successivo la vettura è stata guidata dall'australiano. I giorni 12 e 13 febbraio invece la monoposto è stata testata da Sebastian Vettel, che ha compiuto dei test di durata.
Il primo giorno della seconda sessione di test a Jerez (17-20 febbraio) ha visto la RB6 ottenere il miglior tempo con Sebastian Vettel, che ha sfruttato l'ultima parte delle prove, in cui la pista si stava asciugando, dopo una mattinata piovosa. Gli ultimi due giorni di test sono stati effettuati da Mark Webber, autore del tempo miglior il terzo giorno della sessione, con pista asciutta. L'ultimo giorno invece le prove sono state negativamente influenzate dalla rottura del propulsore.
Anche l'ultimissima sessione di test, effettuata sul Circuito di Barcellona dal 25 al 28 febbraio, ha visto un comportamento altalenante della vettura. Webber ha fatto nuovamente segnare il tempo miglior nel primo giorno, mentre dei guai tecnici hanno impedito a Vettel di ottenere dei tempi da alta classifica nei due giorni seguenti. Meglio di nuovo Webber che, nell'ultima giornata, ha ottenuto il secondo miglior tempo dietro a Lewis Hamilton.

### Campionato
La vettura si presenta subito come molto veloce, anche se nelle primissime gare sconta un po' di fragilità. Vengono conquistate le prime sette pole (tre con Vettel e quattro con Webber), tre giri veloci, e tre vittorie, con Vettel in Malesia e Webber in Spagna e a Monaco. Il tedesco nei primi due gran premi, pur essendo stato in testa per molti giri, è stato costretto per problemi tecnici a perdere posizioni in Bahrein e a ritirarsi in Australia.
Dopo una difficile gara in Cina, una possibile doppietta in Spagna viene meno a causa di un altro problema tecnico sulla vettura di Vettel. Dopo la gara di Monaco però la scuderia si ritrova per la prima volta in testa al mondiale costruttori. Un'altra possibile doppietta viene mancata in Turchia. Questa volta è la causa un contatto, durante un tentativo di sorpasso, di Vettel su Webber, quando i due sono nelle prime due posizioni della gara. Il tedesco si ritira mentre l'australiano è costretto a una fermata ai box per sostituire il musetto, venendo così retrocesso al terzo posto dietro le due McLaren.
Dopo aver fallito, per la prima volta in stagione, la pole al Gran Premio del Canada, la vettura conquista altre cinque partenze al palo consecutive, e tre vittorie, una con Vettel a Valencia e due con Webber a Silverstone e Budapest. Anche a Monza e Singapore la RB6 non conquista la pole ma nella seconda gara ottiene due podi.
Vettel conquista ancora due pole, in Giappone e Corea. Nella prima gara s'impone mentre in Corea è costretto al ritiro, così come il compagno di scuderia Webber, che viene scavalcato nella classifica piloti da Alonso. In Brasile le Red Bull dominano dalle libere, mancano la pole partendo subito dietro, e in gara sorpassano facilmente il poleman Nicolas Hülkenberg e gestiscono la gara ottenendo la quarta doppietta stagionale e conquistando il primo titolo mondiale costruttori.
Nel gran premio seguente Sebastian Vettel conquista nuovamente pole e vittoria. Complici il settimo posto di Alonso e l'ottavo di Webber, il tedesco può laurearsi campione del mondo piloti, il più giovane nella storia della F1. Con 15 pole  la scuderia austriaca eguaglia il record di partenza al palo per uno stesso costruttore in una sola stagione.

## Risultati F1
| Anno | Team     | Motore              | Gomme | Piloti |   |     |   |   |   |   |     |   |     |   |   |   |    |   |   |   |     |   |   | Punti | Pos. |
| ---- | -------- | ------------------- | ----- | ------ | - | --- | - | - | - | - | --- | - | --- | - | - | - | -- | - | - | - | --- | - | - | ----- | ---- |
| 2010 | Red Bull | Renault RS27 2.4 V8 | B     | Vettel | 4 | Rit | 1 | 6 | 3 | 2 | Rit | 4 | 1   | 7 | 3 | 3 | 15 | 4 | 2 | 1 | Rit | 1 | 1 | 498   | 1º   |
| 2010 | Red Bull | Renault RS27 2.4 V8 | B     | Webber | 8 | 9   | 2 | 8 | 1 | 1 | 3   | 5 | Rit | 1 | 6 | 1 | 2  | 6 | 3 | 2 | Rit | 2 | 8 | 498   | 1º   |

| Legenda | 1º posto     | 2º posto | 3º posto    | A punti         | Senza punti/Non class.  | Grassetto – Pole position Corsivo – Giro più veloce |
| Legenda | Squalificato | Ritirato | Non partito | Non qualificato | Solo prove/Terzo pilota | Grassetto – Pole position Corsivo – Giro più veloce |